# Russell J. Handy

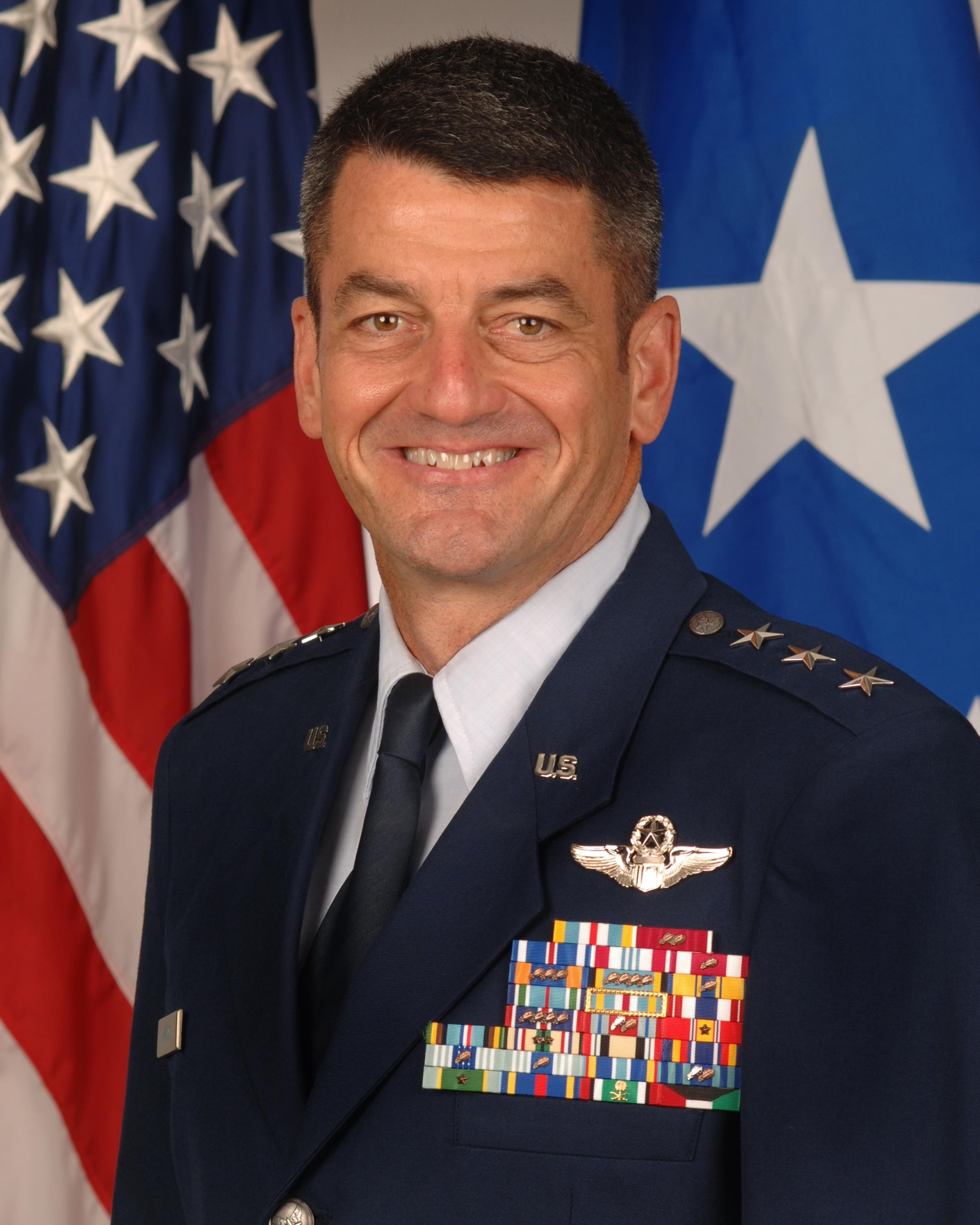
Russell J. Handy (2014)

Russell J. Handy (* um 1960) ist ein Generalleutnant der United States Air Force. Er war unter anderem Kommandeur des United States Alaskan Commands.
Über das ROTC-Programm der Embry–Riddle Aeronautical University in Daytona Beach in Florida gelangte er im Jahr 1982 in das Offizierskorps des United States Air Force. In dieser durchlief er anschließend alle Offiziersränge vom Leutnant bis zum Drei-Sterne-General.
Im Lauf seiner militärischen Karriere absolvierte Russell Handy verschiedene Kurse und Schulungen. Dazu gehörten unter anderem eine Ausbildung zum Kampfpiloten und weitere Fortbildungskurse als Pilot neuer Flugzeugtypen, die Squadron Officer School auf der Maxwell Air Force Base in Alabama, die U.S. Air Force Fighter Weapons School auf der Nellis Air Force Base in Nevada, das Command and General Staff College der United States Army in Fort Leavenworth in Kansas, das Armed Forces Staff College in Norfolk in Virginia, das Air War College und die Air University, die sich ebenfalls auf der Maxwell AFB befinden. Außerdem erhielt er einen akademischen Grad von der Central Michigan University.
In seinen frühen Jahren als Offizier der Luftwaffe war er an verschiedenen Stützpunkten in den Vereinigten Staaten stationiert. Dabei war er als Pilot, Flugausbilder oder Stabsoffizier bei unterschiedlichen Einheiten tätig. In den Jahren 1985 bis 1987 war er auf der Kadena Air Base in Japan stationiert, wo er unter anderem als Ausbildungspilot tätig war.
Nach seinem Studium am Air War College wurde Handy am 11. Juli 2003 zum Oberst befördert und auf die Elmendorf Air Force Base in Alaska versetzt. Dort kommandierte er zwischen Juli 2003 und August 2005 die 3rd Operations Group. Es folgte eine Versetzung zur Langley Air Force Base in Virginia, wo er bis zum Juni 2006 stellvertretender Kommandeur des 1. Kampfgeschwaders (1st Fighter Wing) war. Anschließend kommandierte er zwischen Juni 2006 und Januar 2008 das 33. Kampfgeschwader (33rd Fighter Wing), das auf der Eglin Air Force Base in Florida stationiert war. Daran schloss sich das Kommando über das 57. Geschwader (57th Wing) auf der Nellis AFB in Nevada an, das er zwischen Januar 2008 und August 2010 innehatte.
Zwischen August 2010 und Dezember 2011 war Russell Handy im Irak stationiert. Dort kommandierte er die Expeditionslufteinheit 9th Air and Space Expeditionary Task Force-Iraq. Es folgte eine Versetzung zum Stab der Pacific Air Forces, deren Hauptquartier sich auf der Joint Base Pearl Harbor-Hickam in Hawaii befindet. Dort war er zwischen Januar 2012 und Juli 2013 Stabsoffizier in deren Abteilung für Operationen. Gleichzeitig kommandierte er zwischen dem 29. September 2012 und dem 18. Juli 2013 die 13. Expeditionsluftflotte. Am 18. August 2013 übernahm er das Kommando über das United States Alaskan Command auf der Joint Base Elmendorf-Richardson in Alaska. Gleichzeitig kommandierte er die 11. Luftflotte und den regionalen Luftverteidigungsbezirk um Alaska des North American Aerospace Defense Commands. Zusätzlich zu diesen Aufgaben war Handy zwischen dem 11. Mai und dem 12. Juli 2016 kommissarischer Kommandeur der Pacific Air Forces. Dabei überbrückte er die Zeit zwischen dem Ausscheiden des vorherigen Kommandeurs Lori J. Robinson und dem Amtsantritt des neuen Oberbefehlshabers Terrence J. O’Shaughnessy. Am 16. August 2016 schied Russell Handy aus dem aktiven Militärdienst aus.
Während seiner aktiven Zeit als Militärpilot brachte er es auf über 3600 Flugstunden auf verschiedenen Flugzeugtypen.

## Daten der Beförderungen
| Abzeichen | Rang               | Jahr              |
| --------- | ------------------ | ----------------- |
|           | Second Lieutenant  | 22. April 1983    |
|           | First Lieutenant   | 22. April 1985    |
|           | Captain            | 22. April 1987    |
|           | Major              | 1. März 1994      |
|           | Lieutenant Colonel | 1. September 1998 |
|           | Colonel            | 11. Juli 2003     |
|           | Brigadier General  | 9. Dezember 2008  |
|           | Major General      | 6. Januar 2012    |
|           | Lieutenant General | 9. August 2013    |

## Orden und Auszeichnungen
Russell Handy erhielt im Lauf seiner militärischen Laufbahn unter anderem folgende Auszeichnungen:
- Defense Distinguished Service Medal
- Air Force Distinguished Service Medal
- Defense Superior Service Medal
- Legion of Merit
- Distinguished Flying Cross
- Defense Meritorious Service Medal
- Meritorious Service Medal
- Air Medal
- Air Force Commendation Medal